# Эдни, Бети
Беатри́с (Бе́ти) Э́дни (англ. Beatrice "Beatie" Edney, род. 23 октября 1962, Лондон) — английская актриса. Эдни является дочерью актрисы Сильвии Симс и Бенджамина Эдни.
Наиболее известна по роли Хитер Маклауд в фильмах «Горец» (1986) и «Горец: Конец игры» (2000). Она также сыграла во многих фильмах и телесериалах, включая такие проекты, как «Главный подозреваемый», «Инспектор Морс», «Льюис», «Пуаро Агаты Кристи» и «Полдарк».

## Избранная фильмография
- Горец (1986)
- Пригоршня праха (1988)
- Инспектор Морс (1989)
- Пуаро Агаты Кристи: Таинственное происшествие в Стайлзе (1990)
- Во имя отца (1993)
- Секретный агент Макгайвер: Путь к концу света (1994)
- Главный подозреваемый (1995)
- Незнакомка из Уайлдфелл-Холла (1996)
- Горец: Конец игры (2000)
- Комнаты смерти: Загадки настоящего Шерлока Холмса (2001)
- Новые трюки (2009)
- Валландер (2010)
- Закон и порядок: Лондон (2010)
- Пуаро Агаты Кристи: Часы (2011)
- Льюис (2013)
- Полдарк (2015)